# MS Stockholm (1946)
O MS Stockholm (atualmente chamado Astoria) é um navio de cruzeiro inicialmente construído como um transatlântico, mas reconstruído em 1993, para ser um navio de cruzeiro. O Stockholm é conhecido principalmente por sua colisão com o transatlântico Andrea Doria em Nantucket.
Durante suas sete décadas de serviços, ele passou por vários proprietários e navegou sob muitos nomes antes de começar a trabalhar como Astoria em março de 2016. O Astoria navegou para a Cruise & Maritime Voyages até 2020, quando a empresa suspendeu as operações devido à pandemia de COVID-19. Ele foi posteriormente colocado no porto de Tilbury.
O Stockholm foi considerado como o navio mais antigo em operação em mar aberto do mundo até sua aposentadoria em 2020. Em fevereiro de 2021, houve um leilão em que houve um lance aceito por um grupo americano que pretendia recolocar o navio em serviço ativo. Entretanto, a proposta foi abandonada e o navio voltou ao leilão em 2022.

## Características gerais
O Stockholm originalmente possuía um deslocamento de 12 165 toneladas. O maquinário era composto por dois motores a diesel, além de duas hélices que o permitiam gerar 8 900 cavalos de força e dezessete nós (31 quilômetros por hora). A tripulação (contando passageiros) era de 390 pessoas. Seu comprimento era de 160,08 metros, a boca de 21,04 metros e o calado de 7,9 metros.
A reforma em 1993, não modificou significativamente suas características gerais. Seu deslocamento foi aumentado de 12 165 para 15 614 toneladas. Duas hélices foram mantidas, entretanto a potência foi aumentada de 8 900 para 10 700 cavalos que o permitiam chegar a dezenove nós (35 quilômetros por hora), a capacidade respectivamente foi aumentada de 390 para 556 pessoas.

## História

### Primeiros anos
O navio foi encomendado em 1944 e construído pela Götaverken, em Gotemburgo, para a Svenska Amerika Linien. Lançado em 9 de setembro de 1946 com o nome Stockholm, foi o quarto navio chamado Stockholm da Svenska Amerika Linien, mas o segundo dos quatros a realmente navegar com o nome. Os rendimentos da venda do terceiro Stockholm aos italianos foram usados para financiar a construção da nova embarcação. O navio foi projetado pelo engenheiro Eric Christiansson.
Com 160,02 metros e uma tonelagem de 12 165, o Stockholm na época era o menor navio de passageiros em operação na rota do Atlântico Norte, mas o maior navio de passageiros construído na Suécia, com a maior unidade de propulsão a diesel até então. Ele foi originalmente projetado para transportar um total de 395 passageiros, divididos entre a primeira classe e classe turística, e uma capacidade de carga de três mil toneladas. Os interiores foram projetados por alguns dos mais conhecidos artistas suecos, incluindo Kurt Jungstedt. A empresa desejava que ele substituísse o SS Drottningholm e administrasse um serviço transatlântico alternativo (ou seja, uma opção mais barata) com o MS Gripsholm. Sua viagem inaugural ocorreu em 21 de fevereiro de 1948, sob o comando do capitão Waldemar Jonsson, saindo de Gotemburgo e chegando a Nova Iorque em 1 de março.
Com a chegada do MS Kungsholm e do novo MS Gripsholm (1957), o Stockholm começou a ser visto como um navio muito pequeno e que não atendia os padrões atuais da linha. O navio foi vendido em maio de 1959 para uma empresa alemã não identificada e terminaria o ano navegando para a Svenska Amerika Linien com destino a Nova Iorque, antes de ser transferido em 1960, para uma nova companhia.

#### Colisão comAndrea Doria
Na noite de 25 de julho de 1956, às 23h10min, em forte nevoeiro no Atlântico Norte ao largo da costa de Nantucket, Stockholm e SS Andrea Doria da Italia di Navigazione colidiram no que viria a ser um dos desastres marítimos mais notórios da história.
Embora a maioria dos passageiros e da tripulação tenha sobrevivido à colisão, o Andrea Doria emborcou e afundou na manhã seguinte. Devido à colisão, cinquenta por cento dos botes do Andrea Doria ficaram inutilizáveis. No entanto, vários navios, incluindo o SS Île de France, responderam e forneceram assistência, evitando muitas mortes. Apesar de ter perdido cerca de um metro de borda livre, o Stockholm também ajudou no resgate e transportou 327 passageiros e 245 tripulantes de Andrea Doria, além de seus próprios passageiros e tripulantes. Após o naufrágio do Andrea Doria, o Stockholm navegou para Nova Iorque por conta própria e chegou em 27 de julho. Naquela região, a parte amassada do casco foi consertada a um custo de um milhão de dólares no estaleiro da Bethlehem Shipbuilding, no Brooklyn.
Em setembro de 2020, o navio Tenacious confirmou a descoberta da proa e das âncoras do navio. Os mergulhadores fizeram a confirmação com base na presença e estilo único de ambas as âncoras, reforços de proa internos e amassamento em estilo acordeão nos destroços.

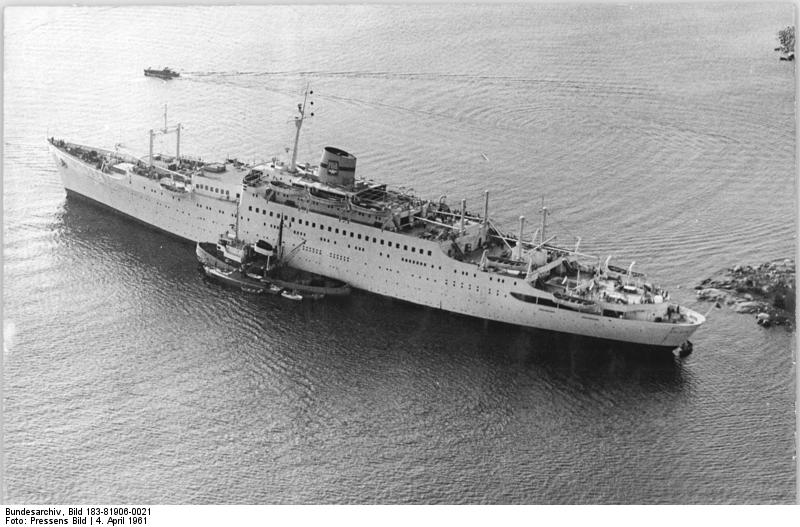
O navio como MS Völkerfreundschaft.

Em 3 de janeiro de 1960, o Stockholm foi transferido para o governo da Alemanha Oriental, que renomeou o navio para Völkerfreundschaft, operando sob a linha Deutsche Seereederei. O Völkerfreundschaft fez sua nova viagem inaugural em 23 de fevereiro de 1960 e foi transportado para Rostock, operando eventualmente em conjunto com o recém-construído Fritz Heckert. Quando o muro de Berlim foi erguido em 1961, todos os portos estavam restritos apenas aos países comunistas, o que limitou muito suas rotas. O navio fazia viagens para Cuba e seria um dos dois navios que seguiam para Havana durante a Crise dos Mísseis de Cuba, onde foi vigiado por aviões e navios militares norte-americanos.
Em 1964, a embarcação foi colocada sob a gestão da Federação Sindical Livre da Alemanha, mas seria fretado para países da Europa Ocidental durante a maior parte do ano. Isso seria expandido em 1967, com a Stena Line fretando o navio para passageiros suecos durante metade do ano, fazendo anualmente até que o navio fosse vendido em 1985.

### Carreira posterior
Em 1985, ele foi transferido para uma empresa panamenha, a Neptune Rex Enterprises. Seu nome foi reduzido para Volker e, no final do ano, foi ancorado em Southampton, na Inglaterra. Em 1985, o navio foi rebatizado de Fridtjof Nansen e mais tarde foi usado como um navio para pessoas em processo de asilo em Oslo, na Noruega. Em 1989, o ex-Stockholm foi oficialmente vendido para o italiano Star Lauro Lines, que pretendia converter o transatlântico em um navio de cruzeiro de luxo. O navio ainda estava sob fretamento como Fridtjof Nansen, permanecendo em Oslo até 1993.

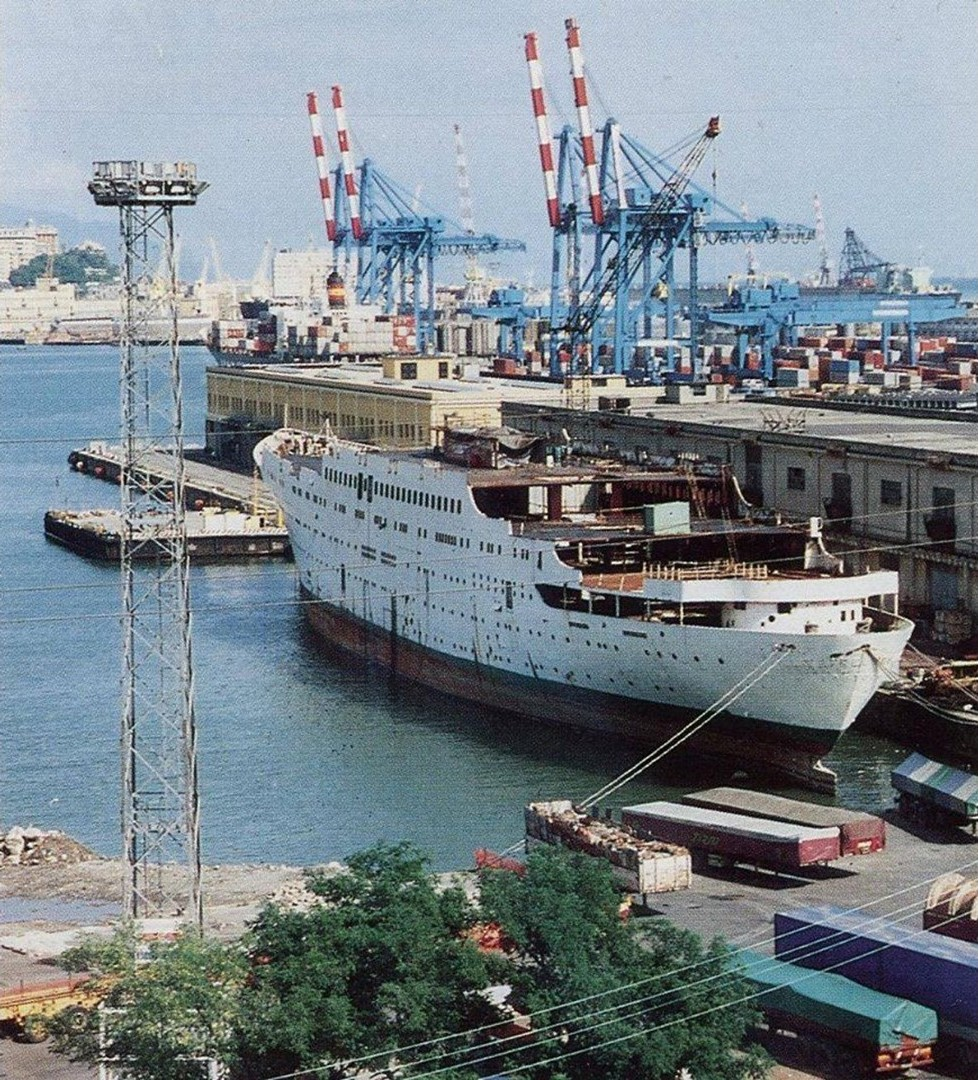
O navio sendo reconstruído como embarcação de cruzeiro em Gênova, Itália.

O navio foi rebocado para um estaleiro em Gênova, Itália, porto de origem de Andrea Doria; mas quando ele chegou, a imprensa chamou o ex-Stockholm de "navio da morte" (La nave della morte) devido à colisão com Andrea Doria. Foi descoberto que ele estava em muito boas condições. Ele foi completamente demolido no interior e reconstruído a partir do convés do passeio para cima. Novos motores a diesel foram instalados e uma nova ponte foi construída, estendendo a superestrutura para a frente. Decks de popa foram construídos, dando-lhe um perfil de navio de cruzeiro mais moderno. Um grande rabo de pato foi adicionado, o que alterou significativamente a aparência da popa.
Após a compra pela Nina Cia. di Navigazione, vários nomes foram sugeridos; O nome escolhido foi Italia Prima. Após o término da reforma, o navio passou a fazer cruzeiros de luxo para o Caribe. Em novembro de 1999, ele foi fretado e, posteriormente, comprado por um operador italiano denominado Club Valtur. Ele foi renomeado como Valtur Prima e passou a fazer cruzeiros tanto para o Caribe como para, e principalmente, Cuba. Após o 11 de setembro, o Club Valtur foi impedido de fazer viagens. Culminando com a retenção do então Valtur Prima em Havana.
Em 2005, o ex-Stockholm foi liberado e passou a chamar-se Athena, estando registrado em Portugal. Ele foi realocado para Chipre operando para a Classic International Cruises. Em 3 de dezembro de 2008, foi atacado por piratas no Golfo de Adem. Alegadamente, 29 barcos piratas cercaram o navio em um estágio até que uma aeronave de patrulha marítima P-3 Orion da Marinha dos Estados Unidos sobrevoou os barcos, o que levou alguns dos piratas a fugir. A tripulação impediu os piratas de embarcar atirando contra eles com canhões de água de alta pressão. Ninguém ficou ferido e o navio escapou sem danos, continuando sua viagem para a Austrália.
Em 17 de setembro de 2012, relatórios anunciaram que ele e Princess Danae foram detidos em Marselha, na França, por contas de combustível não pagas, e também foi anunciado que Arion foi detido em Montenegro por questões semelhantes. Em março de 2016, o navio foi renomeado como Astoria pela Cruise & Maritime Voyages (CMV) e de maio de 2016 até março de 2017 foi subfretado ao operador turístico francês Rivages du Monde. Em junho, foi anunciado que Astoria deixaria a frota da CMV após seu último cruzeiro em 27 de abril de 2017 de Londres-Tilbury. No entanto, a CMV anunciou em fevereiro de 2017, que esta decisão foi revertida e que Astoria permaneceria na frota da CMV até 2018. Ele ofereceria uma minitemporada, antes de ser mapeado pelo Rivages du Monde durante os meses de verão.
O Astoria estava programado para iniciar um cruzeiro de inverno no Mar de Cortez a partir do porto de Puerto Peñasco, no México, a partir de dezembro de 2019. mas essa navegação não ocorreu até janeiro de 2020 devido a atrasos não especificados na doca seca. A temporada de cruzeiros de 2020 pretendia ser a última para o Astoria na frota da CMV.

## Leilão
Em meados de fevereiro de 2021, o navio foi colocado em leilão com um preço mínimo de venda fixado em 10 milhões de euros e lances finais que deveriam apresentados até 1 de março. O navio permaneceu sob custódia em Rotterdam enquanto aguardava uma transferência. Esta espera acabou quando o navio foi adquirido por um grupo americano, liderado por Brock Pierce, que também adquiriu o Funchal. Os novos proprietários pretendiam devolver o Astoria ao serviço, e converter o Funchal em um navio-hotel. Os planos foram abandonados e o navio foi novamente colocado à venda, nunca tendo saído do porto de Roterdão. Após rumores de uma venda como sucata, o proprietário do Astoria confirmou em janeiro de 2023 que ainda estava tentando fazer uma venda através de negociações contínuas.